# Ньето, Альфонсо
Хосе Альфонсо Ньето Мартинес (исп. José Alfonso Nieto Martínez; 30 октября 1991, Мехико, Мексика) — мексиканский футболист, нападающий клуба «Карабобо».

## Клубная карьера
Ньето — воспитанник клуба УНАМ Пумас. 8 августа 2010 года в матче против «Крус Асуль» он дебютировал в мексиканской Примере. В первом сезоне он Альфонсо стал чемпионом Мексики хотя его вклад в успех был незначительным. 10 ноября 2013 года в поединке против «Крус Асуль» Ньето забил свой первый гол за «пум».
В начале 2017 года для получения игровой практики Ньето на правах аренды перешёл в коста-риканский «Эредиано». 19 января в матче против «Сантос де Гуапилес» он дебютировал в чемпионате Коста-Рики. В этом же поединке Альфонсо забил свой первый гол за «Эредиано».
В начале 2018 года Ньето подписал контракт с венесуэльским «Карабобо». 12 февраля в матче против «Атлетико Венесуэла» он дебютировал в венесуэльской Примере.

## Достижения
Командные
 УНАМ Пумас
- Чемпионат Мексики по футболу — Клаусура 2011